# Okuniewskoje (obwód kurgański)
Okuniewskoje (ros. Окуневское) – wieś (sieło) w Rosji, w obwodzie kurgańskim, w rejonie kargapolskim. W 2021 liczyła 240 mieszkańców.